# 튀르키예 주재 외국공관 목록

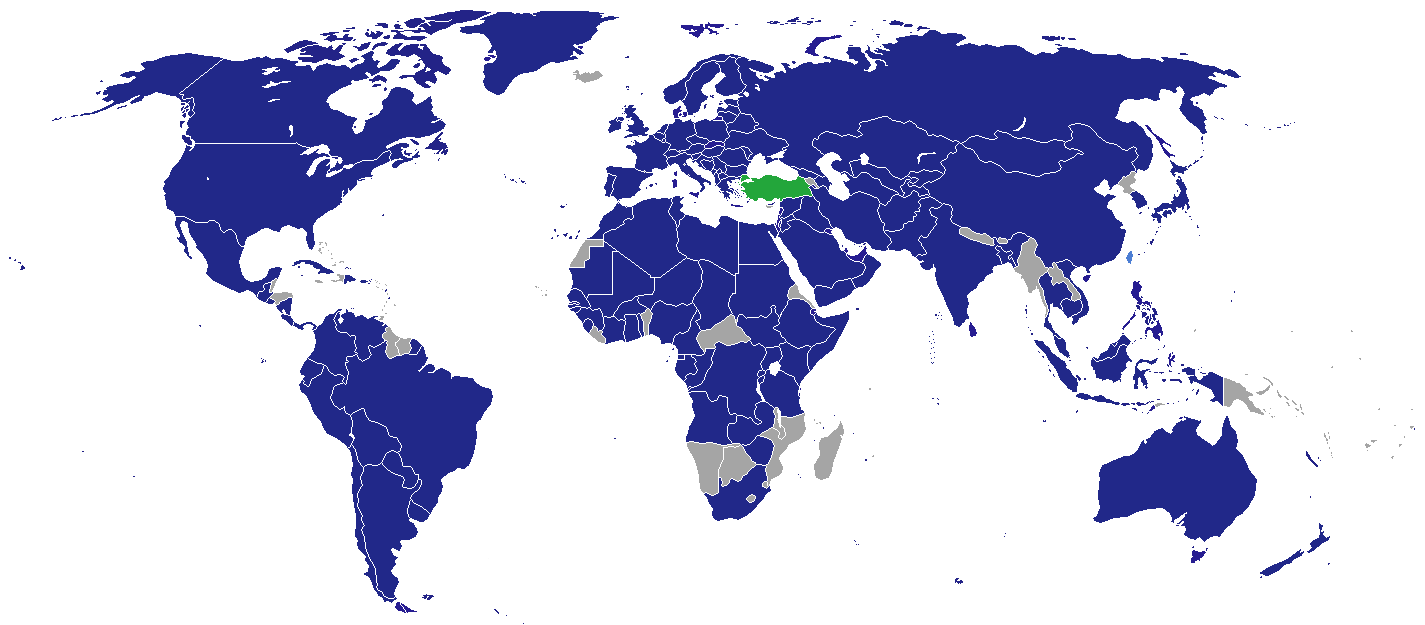
튀르키예에 설치한 외국공관들

이 문서는 튀르키예 주재 외국공관 목록이며, 튀르키예에는 앙카라에 138개의 대사관이 있다. 몇몇 다른 나라들은 튀르키예에 대사를 파견하고 있으며, 대부분은 베를린이나 브뤼셀에 주재하고 있다. 이 목록에는 명예 영사가 제외되어 있다.

## 앙카라주재 사절단

### 대사관
1. 아프가니스탄
2. 알바니아
3. 알제리
4. 앙골라
5. 아르헨티나
6. 오스트레일리아
7. 오스트리아
8. 아제르바이잔
9. 바레인
10. 방글라데시
11. 벨라루스
12. 벨기에
13. 볼리비아
14. 보스니아 헤르체고비나
15. 브라질
16. 브루나이
17. 불가리아
18. 부르키나파소
19. 부룬디
20. 캄보디아
21. 카메룬
22. 캐나다
23. 차드
24. 칠레
25. 중국
26. 콜롬비아
27. 콩고 공화국
28. 콩고 민주 공화국
29. 코스타리카
30. 크로아티아
31. 쿠바
32. 체코
33. 덴마크
34. 지부티
35. 도미니카 공화국
36. 에콰도르
37. 이집트
38. 엘살바도르
39. 적도 기니
40. 에스토니아
41. 에티오피아
42. 핀란드
43. 프랑스
44. 가봉
45. 감비아
46. 조지아
47. 독일
48. 가나
49. 그리스
50. 과테말라
51. 기니
52. 기니비사우
53. 바티칸 시국
54. 헝가리
55. 인도
56. 인도네시아
57. 이란
58. 이라크
59. 아일랜드
60. 이스라엘
61. 이탈리아
62. 코트디부아르
63. 일본
64. 요르단
65. 카자흐스탄
66. 케냐
67. 코소보
68. 쿠웨이트
69. 키르기스스탄
70. 라트비아
71. 레바논
72. [[파일:{{{국기그림-과도정부}}}|22x20px|border |리비아|링크=리비아]] 리비아
73. 리투아니아
74. 룩셈부르크
75. 말레이시아
76. 말리
77. 몰타
78. 모리타니
79. 멕시코
80. 몰도바
81. 몽골
82. 몬테네그로
83. 모로코
84. 네덜란드
85. 뉴질랜드
86. 니제르
87. 나이지리아
88. 북키프로스
89. 북마케도니아
90. 노르웨이
91. 오만
92. 파키스탄
93. 팔레스타인
94. 파나마
95. 파라과이
96. 페루
97. 필리핀
98. 폴란드
99. 포르투갈
100. 카타르
101. 루마니아
102. 러시아
103. 르완다
104. 사우디아라비아
105. 세네갈
106. 세르비아
107. 시에라리온
108. 싱가포르
109. 슬로바키아
110. 슬로베니아
111. 소말리아
112. 남아프리카 공화국
113. 대한민국
114. 남수단
115. 스페인
116. 스리랑카
117. 수단
118. 스웨덴
119. 스위스
120. 시리아
121. 타지키스탄
122. 탄자니아
123. 태국
124. 토고
125. 튀니지
126. 투르크메니스탄
127. 우간다
128. 우크라이나
129. 아랍에미리트
130. 영국
131. 미국
132. 우루과이[2]
133. 우즈베키스탄
134. 베네수엘라
135. 베트남
136. 예멘
137. 잠비아
138. 짐바브웨

### 기타 임무 및 대표단
- 유럽 연합 (대표부)
- 대만 (주앙카라 타이베이 경제문화사절단)
- 소말릴란드 (대표부)
- 바시코르토스탄 (러시아) (대외경제관계실)[3]

## 영사 사절단

### 이스탄불
- 아프가니스탄
- 알바니아
- 알제리
- 아르헨티나
- 오스트레일리아
- 오스트리아
- 아제르바이잔
- 방글라데시
- 벨라루스
- 벨기에
- 보스니아 헤르체고비나
- 브라질
- 불가리아
- 캐나다
- 중국
- 크로아티아
- 체코
- 덴마크
- 이집트
- 에티오피아
- 프랑스
- 조지아
- 기니비사우[4]
- 독일
- 가나
- 그리스
- 헝가리
- 인도
- 인도네시아
- 이란
- 이라크
- 이스라엘
- 이탈리아
- 일본
- 카자흐스탄
- 코소보
- 쿠웨이트
- 키르기스스탄
- 레바논
- [[파일:{{{국기그림-과도정부}}}|22x20px|border |리비아|링크=리비아]] 리비아
- 몰타
- 멕시코
- 몰도바
- 몬테네그로
- 몽골
- 모로코
- 네덜란드
- 북키프로스
- 북마케도니아
- 말레이시아[5]
- 파키스탄
- 팔레스타인
- 파나마
- 필리핀
- 폴란드
- 카타르
- 루마니아
- 러시아
- 사우디아라비아
- 세르비아
- 슬로바키아
- 대한민국
- 스페인
- 수단
- 스웨덴
- 스위스
- 시리아
- 타지키스탄
- 튀니지
- 투르크메니스탄
- 우크라이나
- 아랍에미리트
- 영국
- 미국
- 우루과이
- 우즈베키스탄
- 베네수엘라
- 압하지야 (대표부)
- 남오세티야 (대표부)[6]

## 같이 보기
- 튀르키예의 재외공관 목록